# Bâtiment de l'hôtel Srem à Stara Pazova
Le bâtiment de l'hôtel Srem à Stara Pazova (en serbe cyrillique : Зграда хотела „Срем“ у Старој Пазови ; en serbe latin : Zgrada hotela „Srem“ u Staroj Pazovi) se trouve à Stara Pazova et dans la province de Voïvodine, en Serbie. Il est inscrit sur la liste des monuments culturels de grande importance de la république de Serbie (identifiant no SK 1344).

## Présentation
Le bâtiment a été construit vers 1905 pour accueillir un hôtel qui, aujourd'hui, porte le nom de « Srem » (Syrmie). Par l'organisation de l'espace et par l'architecture, il est caractéristique des constructions du début du XXe siècle.
L'immeuble est situé à l'angle des actuelles rues Svetosavska et Karađorđeva ; il est constitué d'un rez-de-chaussée et d'un étage. Sur le plan horizontal, la façade est rythmée par une plinthe, un cordon et une corniche qui court en-dessous du toit. L'étage est doté de fenêtres rectangulaires au cadre profilé. Des figures de femmes sculptées soutiennent des chapiteaux de style ionique. Au-dessus de chaque fenêtre se trouve un tympan abritant une tête en son centre. Au-dessus des fenêtres géminées de la façade latérale se trouvent des acrotères ornés de volutes, d'un oculus, d'une tête d'ange et de vases. À l'angle de l'édifice, à l'étage, un oriel à trois pans avec des fenêtres rectangulaires et étroites sur chacun de ces pans est surmonté d'un dôme hexagonal.
Des travaux de restauration ont été effectués sur l'édifice en 1993.